# Assembleia Municipal de Alcoutim
A Assembleia Municipal de Alcoutim é um órgão representativo do Município de Alcoutim dotado de poderes deliberativo, que visa a promoção e salvaguarda dos interesses próprios da respetiva população. Tem poderes de fiscalização sobre o executivo municipal e delibera sobre as matérias mais importantes para o município, sob proposta da Câmara Municipal, nos termos da lei. Pode igualmente pronunciar-se sobre outras matérias de interesse para o município e receber petições dos cidadãos e das suas organizações.
É constituída, desde as últimas eleições autárquicas portuguesas de 2017, por 15 membros eleitos diretamente e pelos Presidentes das 4 juntas de freguesia de Alcoutim, num total de 19 membros.
O funcionamento da Assembleia Municipal é regulado pelo Regimento da Câmara Municipal de Alcoutim desde da sua aprovação.

## Composição
A Assembleia Municipal é constituída, desde as últimas eleições autárquicas de 2017, por 15 membros eleitos diretamente e pelos Presidentes das 4 juntas de freguesia de Alcoutim, num total de 19 membros, intitulados deputados municipais.
Os deputados municipais podem constituir-se em Grupos Municipais, segundo os respetivos partidos. Os deputados não integrados em grupo municipal exercem o seu mandato como independentes.
Os trabalhos da Assembleia Municipal são dirigidos pela Mesa.

### Mesa da Assembleia
- Presidente: José António Teixeira Pinheiro Moreira - Partido Socialista
- Primeiro-Secretário: António da Costa Amorim - Partido Socialista
- Segundo Secretário: Isabel Martins Domingos Campos - Partido Socialista

### Deputados eleitos diretamente
- Aurélio Gonçalves Teixeira- Partido Socialista
- Carlos Fernando de Jesus Escobar - Partido Socialista
- Francisco Alho Xavier - Partido Socialista
- Humberto Octávio Mestre Costa - Partido Socialista
- Milene Sofia Gonçalves Nobre - Partido Socialista
- Sidónio Gonçalves Garcia - Partido Socialista
- Nuno Teixeira Rodrigues - Partido Socialista
- Abílio Frade da Encarnação - PPD/PSD.CDS-PP.MPT.PPM
- Cristóvão Manuel Pedro Custódio - PPD/PSD.CDS-PP.MPT.PPM
- Dalila Manuela da Costa Barros - PPD/PSD.CDS-PP.MPT.PPM
- Graça Maria da Palma Pereira - PPD/PSD.CDS-PP.MPT.PPM
- João Miguel Vitorino Dias - PPD/PSD.CDS-PP.MPT.PPM

### Presidentes de Juntas de Freguesia (deputados eleitos indiretamente, inerência)
- João Carlos da Silva Simões - Alcoutim e Pereiro - PS
- José Afonso Pereira Afonso - Giões - PS
- Paulo José do Nascimento Ginja - Martim Longo - PS
- Perpétua Marta Teixeira Martins - Vaqueiros  - PS